# Fryderyk Wirtemberski-Weiltingen
Fryderyk Ferdynand Wirtemberski (ur. 6 października 1654 w Weiltingen, zm. 8 sierpnia 1705 tamże) – książę Wirtembergii-Weiltingen.
Syn księcia Manfreda Wirtemberskiego i Juliany von Oldenburg.
Po śmierci ojca w 1662 roku został księciem Wirtembergii-Weiltingen.
9 września 1689 roku ożenił się z księżniczką Elżbietą Wirtemberską córką księcia Jerzego II Wirtemberskiego-Mömpelgard. Para miała trójkę dzieci:
- Sybillę Charlottę (1690-1735) – żona księcia oleśnickiego Karola Fryderyka Wirtemberskiego;
- Jadwigę Fryderykę (1691-1752);
- Jerzego Leopolda (1693).

Po jego śmierci Weiltingen wróciło do gałęzi głównej rodziny Wirtembergów i księcia Eberharda Wirtemberskiego.